# Пъстрогуша завирушка
Пъстрогушата завирушка (Prunella collaris), също скална завирушка, е дребна пойна птица, от род завирушки (Prunella), принадлежащ към разред Врабчоподобни (Passeriformes), типична за високопланинските територии, която се среща и в България. На някои езици птицата се нарича алпийска завирушка, тъй като е много разпространена в Алпите. Характерна е с височинната си миграция, като прекарва лятото във високите области на планините, а през зимата слиза в полите им.
Видът е включен в Закона за биологичното разнообразие.

## Физически характеристики
На големина птицата е колкото чучулига. Тялото ѝ достига дължина около 15–18 cm, размахът на крилата е 18 cm, а теглото – около 40 g. Оперението е сиво-кафяво по гърба, подобно на това на домашното врабче, но е изпъстрено с ръждиви и черни петънца и шарки. Главата, шията и гърдите са едноцветно сиви, на гушата има ясно изразено бяло петно с черно-кафяви точки, а коремът е ръждив. Не се наблюдава полов диморфизъм. Горната страна на младите индивиди е по-тъмнокафява, а долната – охреножълта и бялото петно на гушата липсва. Има малка заострена човка.
Пъстрогушата завирушка е доверчива птица. Позволява на хората да се приближат на няколко метра от нея. Това вероятно се дължи на факта, че обикновено птицата живее на места, рядко посещавани от хората.
Мъжките представители на вида пеят кацнали на земята, а песента им е подобна на тази на чучулигата.

## Разпространение
Пъстрогушата завирушка е постоянен вид, разпространен в Централна и Южна Европа, Северозападна Африка, Средна Азия от Иран до Сибир и Япония. Както размерът на популацията, така и обширността на ареала са много големи, поради което видът не се доближава до праговете за уязвимост и според тези два основни критерия се приема за незастрашен. За 2004 година гнездовата популация в Европа се оценява на 100 000-180 000 броя гнездящи двойки, което се равнява на 300 000-540 000 индивида. Континентът формира 25-49% от глобалния обхват на тези птици, откъдето се приема, че общият им брой се движи в диапазона 612 000-2 160 000 индивида. Разпространението им извън Европа включва 100-10 000 гнездящи двойки и 50-1000 зимуващи индивида в Китай, 100-10 000 гнездящи двойки в Тайван, 100-10 000 гнездящи двойки в Япония и 100-10 000 гнездящи двойки в Русия.

## Подвидове
Известни са 9 подвида на пъстрогушата завирушка:
- Prunella collaris collaris
- Prunella collaris erythropygia
- Prunella collaris fennelli
- Prunella collaris montana
- Prunella collaris nipalensis
- Prunella collaris rufilata
- Prunella collaris subalpina – Балканска завирушка – ендемит, който се среща само на Балканския полуостров. Защитен вид от Закона за биологичното разнообразие и застрашен в европейски мащаб. Видът е включен в Приложение 2 на Конвенцията за опазване на дивата европейска флора и фауна и природните местообитания (Бернска конвенция).[11] Балканската завирушка е характерна за България като се среща в Рила и Пирин, също Централна Стара планина, мозаечно в Западни Родопи, както и в Западна Стара планина и Витоша[2].
- Prunella collaris tibetana
- Prunella collaris whymperi

## Начин на живот
Обитава скалисти терени над горната граница на горите – от 1800 до 4-5 хиляди метра надморска височина. В България се среща във високите планини, по скални терени и субалпийски ливади с групи от камъни. Най-ниско в страната, макар и рядко е наблюдавана да гнезди под 1500 m н.в. – в национален парк „Централен Балкан“ и на връх Червен край Тетевен. През зимата слиза в ниските части на планините, проломи и дефилета. Спуска се през октомври или ноември и се завръща обратно във високите планини през април. Заселва се в близост до планински селища и се храни с отпадъците от бита. Поради това често може да се види около ски курортите, височинните села и лифтовете. По време на обилен снеговалеж птицата мигрира към низините и зимува в места, разположени далеч от родното си местообитание. Поради това може донякъде да се счита за птица-номад.

## Хранене
Пъстрогушата завирушка е полезна птица. Храни се с различни насекоми, яйцата и ларвите им както и червеи, охлювчета. Рядко поема растителна храна – семена и дребни плодове. Зимата търси храната си в близост до селища, горски хижи и хотели.

## Размножаване
Размножителният период е доста дълъг – започва в средата на месец май и продължава до юли. Тогава самецът пее през целия ден, за да привлече женска.
Прави гнездото си сред скални кухини, в дупки в купчини камъни, в пукнатините на скалите и по склоновете на високи скални стени. Гнездото може да бъде изградено на скалист сипей, където е скрито така надеждно, както и в скалите. В редки случаи гнезда на пъстрогуша завирушка са намирани в изби на сгради в планински райони, особено ако са изградени от камък. Гнездото е дълбоко, чашковидно, изградено от мъх и трева и е застлано с пера и косми. Външният слой е направен от сухи тревни стебла, средният – от мъх, а облицовката – от суха трева, корени и вълна. Конструкцията му е твърде ненадеждна и ако се извади измежду камъните, обикновено се разпада.
Женската снася от 3 до 6 едноцветни, небесносини или сиво-зелени яйца. Инкубират се в продължение на около две седмици и от двамата родители. Малките остават в гнездото също толкова време, а за прехраната им се грижат и двамата родители. Хранят се главно с живи насекоми и други безгръбначни. По-късно в състава на храната се включват семена на треви и други растения.